# Brailly-Cornehotte
Brailly-Cornehotte – miejscowość i gmina we Francji, w regionie Hauts-de-France, w departamencie Somma.
Według danych na rok 2011 gminę zamieszkiwały 242 osoby, a gęstość zaludnienia wynosiła 21 osób/km² (wśród 2293 gmin Pikardii Brailly-Cornehotte plasuje się na 766. miejscu pod względem liczby ludności, natomiast pod względem powierzchni na miejscu 344.).